# Ũ̄
Ũ̄ (minuscule : ũ̄), appelé U tilde macron, est une lettre latine utilisée dans l’écriture du tafi.
Elle est formée de la lettre U avec un tilde suscrit et un macron.

## Représentations informatiques
Le U tilde macron peut être représenté avec les caractères Unicode suivants : 
- précomposé (latin étendu A, diacritiques)[1],[2] :

| formes    | représentations | chaînes de caractères | points de code | descriptions                                       |
| --------- | --------------- | --------------------- | -------------- | -------------------------------------------------- |
| capitale  | Ũ̄               | Ũ◌̄                    | U+0168 U+0304  | lettre majuscule latine u tilde diacritique macron |
| minuscule | ũ̄               | ũ◌̄                    | U+0169 U+0304  | lettre minuscule latine u tilde diacritique macron |

- décomposé (latin de base, diacritiques) :

| formes    | représentations | chaînes de caractères | points de code       | descriptions                                                   |
| --------- | --------------- | --------------------- | -------------------- | -------------------------------------------------------------- |
| capitale  | Ũ̄               | U◌̃◌̄                   | U+0055 U+0303 U+0304 | lettre majuscule latine u diacritique tilde diacritique macron |
| minuscule | ũ̄               | u◌̃◌̄                   | U+0075 U+0303 U+0304 | lettre minuscule latine u diacritique tilde diacritique macron |